# Manuel Fernández (sindicalista)
Manuel Fernández fou un sindicalista i tipògraf català, dirigent de la Societat Tipogràfica de Barcelona el 1879. A mitjans de 1882 discrepà del fet que aquesta societat s'adherís a la FTRE, pronunciant-se en contra dels anarquistes. Va assistir al congrés de constitució de la Federació Tipogràfica Espanyola celebrat a Barcelona del 29 de setembre a l'1 d'octubre, de la qual va ser elegit president del primer comitè.